# دانيلوف
دانيلوف (بالروسية: Данилов) هي إحدى مدن روسيا في الكيان الفدرالي الروسي ياروسلافل أوبلاست.